# Сенакі (муніципалітет)
Муніципалітет Сенакі, Сенакський муніципалітет (груз. სენაკის მუნიციპალიტეტი; до 1935 року Дзвелі Сенакі; у 1935—1989 роках Сенакський район) — адміністративно-територіальна одиниця, муніципалітет у складі мхаре Самеґрело-Земо Сванеті, на території історичного регіону Мінгрелія, західна Грузія. Адміністративний центр — місто Сенакі.

## Історія
До 1917 року Сенакі був у складі Кутаїської губернії як Сенакський повіт. 

## Географія
Межує з такими муніципалітетами:
- Чхороцку на півночі;
- Мартвілі на північному сході;
- Абаша на південному сході;
- Ланчхуті (мхаре Гурія) на півдні;
- Хобі на заході.

Площа муніципалітету Сенакі становить 520,7 тис. км². Розташований на території Колхідської низовини і її передгір'ях. Муніципалітет має вологий субтропічний морський клімат, з теплою зимою і жарким літом. Середньорічна температура повітря — +13,8 °C. Найхолодніший місяць січень, середня температура якого +4,9 °C, а найтепліший місяць серпень зі середньодобовою температурою +23 °C. За рік випадає в середньому 1620 мм опадів, максимум у вересні та мінімум у січні.

### Геологія
За особливостями рельєфу територія розділена на північну і південну частини. Муніципалітет багатий підземними водами, особливо мінеральними та карстовими джерелами.

## Адміністративний поділ
Муніципалітет складається з незалежного міста Сенакі і 14 сільських громад (груз. თემი — «темі»). 
| Громада       | Кількість сіл | Мешканців (2014) |
| ------------- | ------------- | ---------------- |
| Ахалсопелі    | 2             | 1389             |
| Хорші         | 6             | 1 097            |
| Дзвелі Сенакі | 6             | 3001             |
| Екі           | 4             | 639              |
| Ґеджеті       | 1             | 878              |
| Ледзадзаме    | 6             | 998              |
| Менджі        | 6             | 1135             |
| Нокалакеві    | 5             | 1168             |
| Носірі        | 5             | 2188             |
| Поцхо         | 4             | 1470             |
| Зана          | 5             | 1086             |
| Земо Чаладіді | 3             | 394              |
| Теклаті       | 5             | 1958             |
| Ушапаті       | 3             | 655              |

*1 з яких місце без постійних жителів

## Населення
Населення муніципалітету становить 39 652 осіб (2014 рік). У порівнянні з попереднім переписом (52 112 осіб за 2002 рік) знизилось приблизно на чверть. З 1930-х років чисельність населення в основному трохи збільшувалася або лишалася незмінною.
Населення майже моноетнічне — грузини або мегрели (99,56 %). За переписом 2014 року на території знаходиться невелика кількість росіян (0,15 %) і вірмен (0,10 %).
Найбільші населені пункти недалеко від міста Сенакі: села Ахалсопелі, Дзвелі Сенакі, Ґеджеті, Носірі і Поцхо.
Населення муніципалітету за оцінкою 2014 року становило близько 39 652 осіб, із яких 21 596 міських (у тому числі 7 120 вимушених переселенців) і 18 056 сільських мешканців. Густота населення 76,15 осіб/км², що перевищує середній показник по країні в 67 осіб/км².

Етнічний склад[коли?][джерело?]:
- грузини — 99,56 %
- росіяни — 0,15 %
- вірмени — 0,10 %
- украінці — 0,06 %
- сирійці — 0,06 %
- інші — 0,07 %.

### Дані перепису
| Рік  | Населення |
| ---- | --------- |
| 1989 | 52 681    |
| 2002 | ▼ 52 093  |
| 2014 | ▼ 39 652  |

## Економіка
Основним джерелом доходів працездатного населення є сільське господарство, різні галузі Державної служби і торгівлі. Муніципальні бюджетні доходи в основному наповнюються за допомогою торгівлі, сільського господарства, податків на майно та малого бізнесу. У минулому[коли?] основний дохід муніципалітету забезпечували сільське господарство, харчова та переробна промисловість (консервний, винний і молочний заводи) та промисловість (фабрика килимів, цегельний завод та залізобетонних виробів).

## Відомі особистості
У районі народився:
- Шерозія Аполлон Єпіфанович (1927—1981) — грузинський філософ.

## Пам'ятки культурної спадщиних

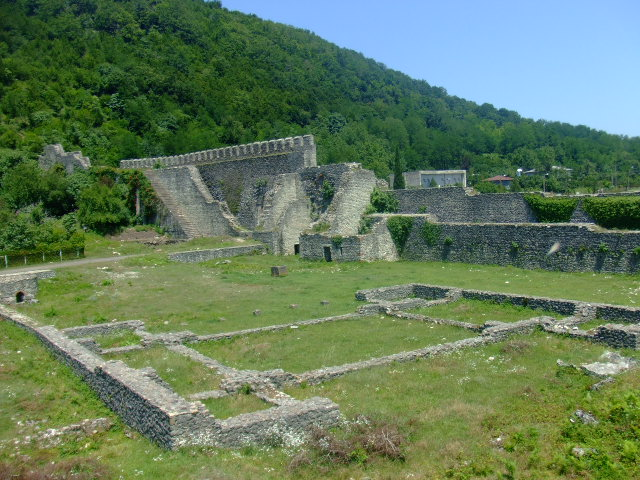
Нокалакеві

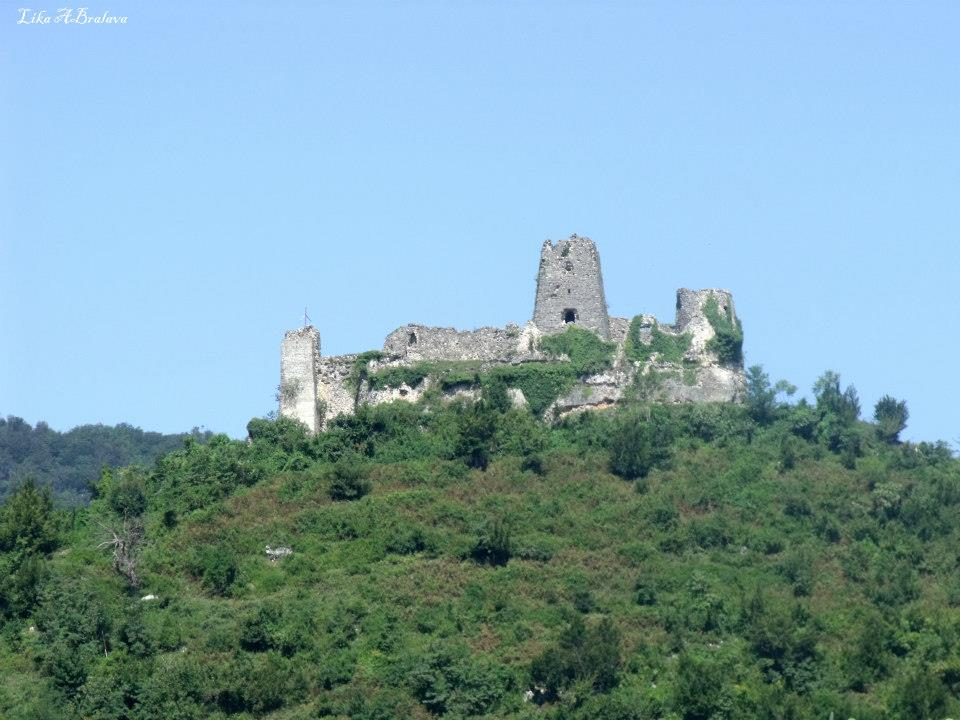
Замок Шхефи

- Нокалакеві